# Форт Пирс Норт (Флорида)
Форт Пирс Норт (енгл. Fort Pierce North) насељено је место без административног статуса у америчкој савезној држави Флорида.

## Демографија
По попису из 2010. године број становника је 6.474, што је 912 (-12,3%) становника мање него 2000. године.
| Група             | 2000.         | 2010.         |
| Белци             | 1.540 (20,9%) | 1.135 (17,5%) |
| Афроамериканци    | 5.344 (72,4%) | 4.569 (70,6%) |
| Азијати           | 5 (0,1%)      | 7 (0,1%)      |
| Хиспаноамериканци | 406 (5,5%)    | 720 (11,1%)   |
| Укупно            | 7.386         | 6.474         |